# Cubo de Hilbert

Cubo de Hilbert: primeros 4 pasos de construcción. La cuarta imagen es una proyección estereoscópica de la figura 4D.

En matemáticas, el cubo de Hilbert (llamado así por David Hilbert) es un espacio topológico que proporciona un ejemplo instructivo de algunas ideas sobre topología. Además, muchos espacios topológicos interesantes se pueden incrustar en el cubo de Hilbert; es decir, se pueden ver como subespacios del cubo de Hilbert.

## Definición
El cubo de Hilbert se define mejor como el producto topológico de los intervalos [0, 1 / n] para n = 1, 2, 3, 4, ... Es decir, es un cuboide de dimensión infinitamente contable, donde las longitudes de Los bordes en cada dirección ortogonal forman la secuencia {\displaystyle \lbrace 1/n\rbrace _{n\in \mathbb {N} }}.
El cubo de Hilbert es homeomórfico al producto de innumerables copias del intervalo de unidades intervalo [0, 1]. En otras palabras, es indistinguible topológicamente del cubo unitario de dimensión infinitamente contable.
Si un punto en el cubo de Hilbert esta especificado por una secuencia {\displaystyle \lbrace a_{n}\rbrace } con {\displaystyle 0\leq a_{n}\leq 1/n}, entonces un homeomorfismo al cubo de unidad de dimensión infinita es dado por {\displaystyle \lbrace a_{n}\rbrace } con {\displaystyle 0\leq a_{n}\leq 1/n}

## Propiedades
Como producto de los espacios compactos de Hausdorff, el cubo de Hilbert es en sí mismo un espacio compacto de Hausdorff como resultado del teorema de Tychonoff. La compacidad del cubo de Hilbert también se puede probar sin el Axioma de elección mediante la construcción de una función continua a partir del Cantor habitual. puesta en el cubo de Hilbert.
En ℓ2, ningún punto tiene una vecindad compacta (por lo tanto, ℓ2 no es compacta localmente). Uno podría esperar que todos los subconjuntos compactos de 2 sean de dimensión finita.El cubo de Hilbert muestra que este no es el caso.Pero el cubo de Hilbert no es una vecindad de ningún punto p porque su lado se vuelve más y más pequeño cada dimensión, de modo que una bola abierta alrededor de p de cualquier radio fijo e> 0 debe salir del cubo en alguna dimensión.
Cada subconjunto del cubo de Hilbert hereda del cubo de Hilbert las propiedades de ser metrizable (y, por lo tanto, T4) y segundo contable. Es más interesante que lo contrario también se sostiene: cada segundo espacio T4 contable es homeomorfo a un subconjunto del cubo de Hilbert.
Cada subconjunto Gδ del cubo de Hilbert es un espacio polaco, un espacio topológico homeomórfico a un espacio métrico separable y completo. A la inversa, cada espacio polaco es homeomorfo para un subconjunto Gδ del cubo de Hilbert.

## Lectura más lejana
- Steen, Lynn Arthur; Seebach, J. Arthur Jr. (1995) [1978]. Contraejemplos en Topología (reimpresión de Dover de 1978 ed.). Berlín, Nueva York: Salmer-Verlag. ISBN 978-0-486-68735-3. SEÑOR 0507446.

- Datos: Q1618171